# Satoru Noda (fumettista)
Satoru Noda (野田サトル?, Noda Satoru; Kitahiroshima, ...) è un fumettista giapponese.
È conosciuto a livello internazionale soprattutto per il manga Golden Kamui, vincitore nel 2018 del Premio culturale Osamu Tezuka nella categoria Grand Prize.

## Biografia
Originario della città di Kitahiroshima situata nella zona occidentale della prefettura di Hokkaidō, Satoru Noda debutta come fumettista a livello professionale con il racconto breve Kyōko san no kyō toiu kyō (恭子さんの凶という今日?), pubblicato nel 2003 in una edizione speciale di Young Magazine, al quale seguirà nel 2006, sempre sulle pagine di Young Magazine, Gō rī wa mae shika mukanai (ゴーリーは前しか向かない?), vincitore del 54° Chibutsuya Prize Young Division Award.
Nel 2011 Noda inizia la sua prima serie lunga, pubblicata su Weekly Young Jump: Supinamarada! (スピナマラダ!?), incentrata sull’hockey su ghiaccio; si concluderà nel 2012 e verrà poi raccolta in 6 volumi tankōbon. 
Nell'agosto 2014 Noda inizia sulle pagine della rivista Weekly Young Jump la serializzazione della sua opera più famosa ed apprezzata, dal pubblico tanto quanto dalla critica: Golden Kamui, un dramma avventuroso ambientato negli anni successivi alla guerra russo-giapponese, è tuttora in corso di pubblicazione e raccolto in 26 volumi tankōbon. Nel 2016, l’opera ha vinto la nona edizione del Manga Taishō, mentre nell’aprile 2018 il 22º Premio culturale Osamu Tezuka.
Nel 2023 vince il Rookie Award.
Fermamente convinto dell’idea che ogni autore deve essere separato dalla propria creazione artistica, Noda non concede la pubblicazione di fotografie o dati personali. Il nome del protagonista di Golden Kamui è preso dal nome del bisnonno di Noda, che realmente partecipò al conflitto russo-giapponese.

## Opere
- Kyōko san no kyō toiu kyō (恭子さんの凶という今日?), volume separato Young Magazine No.1, (2003)
- Gō rī wa mae shika mukanai (ゴーリーは前しか向かない?), volume separato Young Magazine No.16-17, (2006)
- Supinamarada! (スピナマラダ!?) (2011-2012) 6 tankōbon
- Golden Kamui (ゴールデンカムイ?) (2014-2022) 31 tankōbon
- Dogsred (ドッグスレッド?) (2023-in corso) 5 tankōbon